# Oumi Janta

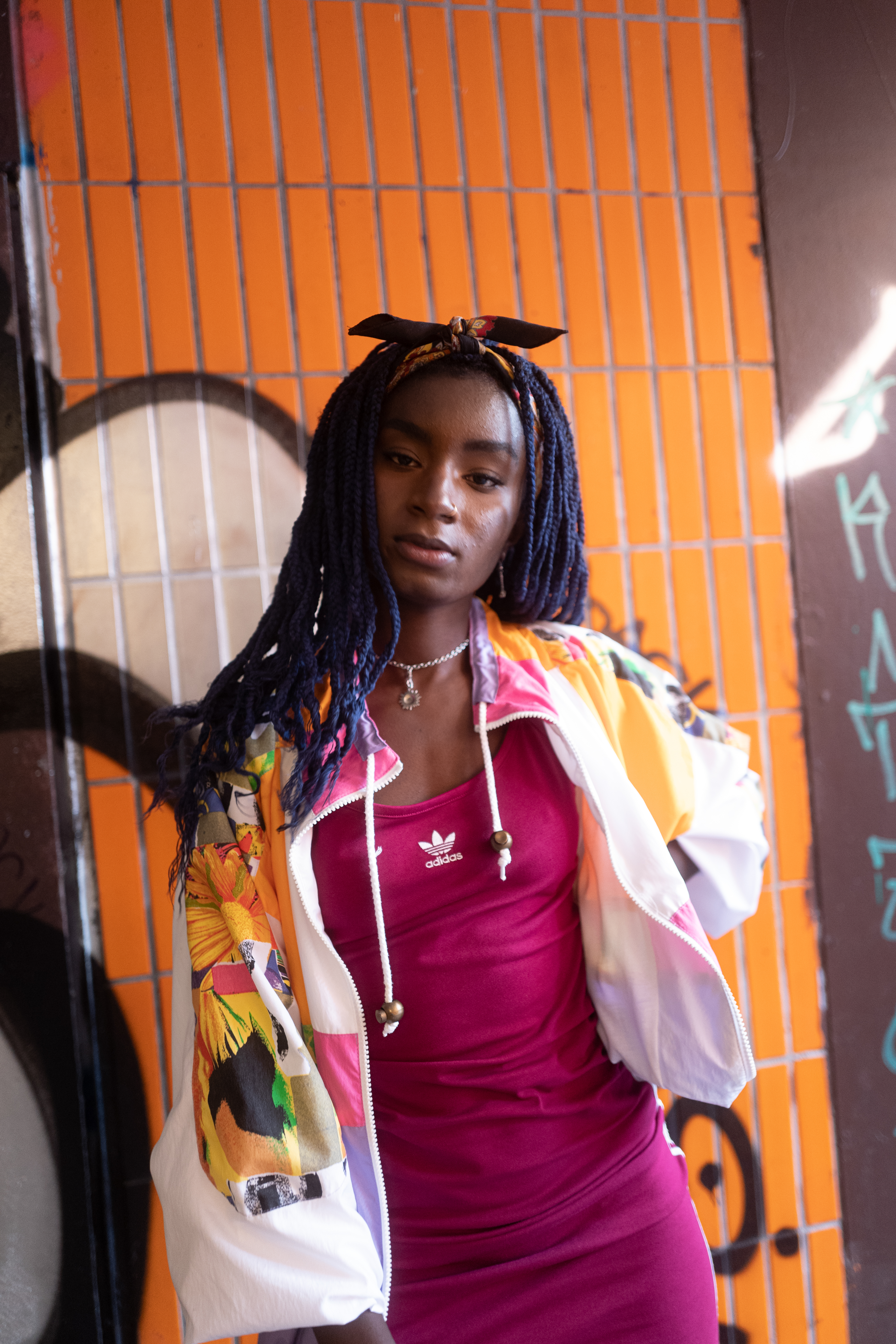
Oumi Janta (2020)

Oumi Janta (* 1991 in Thiès) ist eine deutsche Rollschuhtänzerin, Model und Influencerin mit senegalesischen Wurzeln. Sie wurde 2020 durch ein virales Video auf Instagram bekannt, das sie in Berlin auf dem Tempelhofer Feld zeigt, wie sie dort Rollschuh fährt.

## Werdegang
Janta wurde im Westen Senegals geboren und kam im Alter von zwei Monaten nach Deutschland. Nach ihrem Studium des Industrial Design an der Hochschule für Technik und Wirtschaft Berlin arbeitete sie zunächst als Brillendesignerin. Sie lebt und arbeitet in Berlin-Neukölln.
Ihr Interesse am Rollschuh-Fahren wurde erstmals 2015 geweckt, als sie ein Plakat über eine Rollerskating-Party sah. Vor ihrem Durchbruch hatte sie rund 60.000 Instagram-Follower. Weltweite Bekanntheit erlangte Janta durch ein Video auf dem Onlinedienst Instagram, dass sie dort am 22. Juni 2020 veröffentlichte. In diesem Video tanzt sie auf dem Tempelhofer Feld in Berlin zu dem Song In Deep We Trust (Pool Party Dub Mix) des Künstlers Ba:Sen. Das Video wurde kurz darauf von mehreren Stars (Beyoncé, Alicia Keys, Reese Witherspoon oder Viola Davis) auf Instagram geteilt und verbreitete sich dadurch viral.
Seit ihrem Video wurde sie u. a. von Adidas, Etam, Smart und Bottega Veneta als Model gebucht. Im Februar 2021 war Janta als Rollschuh-Trainerin in der deutschen Castingshow Germany’s Next Topmodel zu sehen. Im Mai 2021 war sie bei KiKA Live zu Gast. Janta betreibt zudem einen Rollschuh-Kurs in Berlin mit dem Namen Jam Skate Club.